# Ripalta Cremasca
Ripalta Cremasca ist eine norditalienische Gemeinde (comune) mit 3443 Einwohnern (Stand 31. Dezember 2023) in der Provinz Cremona in der Lombardei. Die Gemeinde liegt etwa 34 Kilometer nordnordwestlich von Cremona und etwa 2,5 Kilometer südlich von Crema. Ein Teil des Gemeindegebiets von Ripalta Cremasca ist Teil des Parco del Serio. Der Serio bildet die östliche Gemeindegrenze. Der Verwaltungssitz der Gemeinde befindet sich im Ortsteil Ripalta Nuova.

## Persönlichkeiten
- Alfio Quarteroni (* 1952), Mathematiker

## Verkehr
Durch die Gemeinde führt die frühere Strada Statale 591 Cremasca von Bergamo nach Codogno.